# Croton sordidus
Croton sordidus är en törelväxtart som beskrevs av George Bentham. Croton sordidus ingår i släktet Croton och familjen törelväxter. Inga underarter finns listade i Catalogue of Life.